# Vice fund
 (septembre 2023).
Vice Fund (MUTF:VICEX) est un fonds d'investissement des États-Unis créé par Dan Ahrens en 2002 au Texas. Il est géré par la compagnie financière USA Mutuals. Il intervient sur les sociétés dont l'activité est en totalité ou pour partie dans des domaines tels que le tabac, les jeux, l'alcool, les armes, la défense ou autres considérés comme moralement incorrects.
Ces investissements restent cependant dans des activités totalement légales (la drogue et la prostitution en sont exclues). C'est en quelque sorte l'approche inverse des ISR (Investissement socialement responsable).

## Démarche
La démarche du fonds ne relève pas du cynisme, mais d'un raisonnement selon lequel ces sociétés bénéficient d'une demande clientèle stable ne dépendant pas du climat économique. Il en résulte une bonne profitabilité et une volatilité des cours réduite.
La société s'accorde le droit d'investir aussi dans des sociétés ne relevant pas de ces domaines. Elles doivent répondre aux critères suivants  :
- Se situer dans un domaine avec des barrières d'entrée importantes[b].
- Bénéficier d'une demande qui reste stable quand la situation économique se dégrade.
- Ne pas se limiter au marché des USA.
- Avoir dégagé des marges importantes dans le passé.
- Générer des flux de trésorerie importants pour maintenir et augmenter les dividendes.
- Investir dans des projets et des sociétés à forte rentabilité.

## Couverture médiatique lors de la création du fonds
Le fonds a obtenu une large couverture médiatique,,,.
Le 29/7/2014, le fonds est renommé Barrier fund pour montrer qu'un des critères de choix des investissements était la recherche de sociétés bénéficiant de barrières d'entrée importantes. Mais le 1/10/2016, il a retrouvé son nom d'origine de Vice fund .

## Performances et composition
Performances annuelles comparées du fonds et des indices Morning star et Standards & Poor's   :
|              | 2002 | 2003 | 2004 | 2005 | 2006 | 2007 | 2008 | 2009 | 2010 | 2011 | 2012 | 2013 | 2014 | 2015 | 2016 | 2017 | Total |
| ------------ | ---- | ---- | ---- | ---- | ---- | ---- | ---- | ---- | ---- | ---- | ---- | ---- | ---- | ---- | ---- | ---- | ----- |
| VICEX        | -6%  | 24%  | 34%  | 6%   | 23%  | 18%  | -42% | 13%  | 18%  | 11%  | 21%  | 32%  | 1%   | 3%   | 9%   | 26%  | 476%  |
| Morning star | -3%  | 29%  | 11%  | 5%   | 16%  | 5%   | -37% | 26%  | 15%  | 2%   | 16%  | 32%  | 14%  | 1%   | 12%  | 20%  | 337%  |
| S&P 500      | -4%  | 27%  | 10%  | 6%   | 14%  | 6%   | -38% | 28%  | 14%  | -1%  | 15%  | 31%  | 11%  | -1%  | 10%  | 22%  | 400%  |

Principales lignes au 31/12/2017 : 
| Société                  | % dans le pf | Nature         |
| ------------------------ | ------------ | -------------- |
| Altria Group             | 5,99%        | tabac          |
| British American Tobacco | 5,40%        | tabac          |
| Wynn Resorts             | 5,31%        | hôtels-casinos |
| Constellation Brands     | 4,99%        | boissons       |
| Raytheon                 | 4,73%        | armement       |
| Las Vegas Sands          | 4,69%        | hôtels-casinos |
| Philip Morris            | 4,54%        | tabac          |
| Galaxy Entertainment     | 4,38%        | casinos        |
| MGM Resorts              | 4,24%        | hôtels-casinos |
| Heineken                 | 3,94%        | boissons       |